# Crescente Xiita

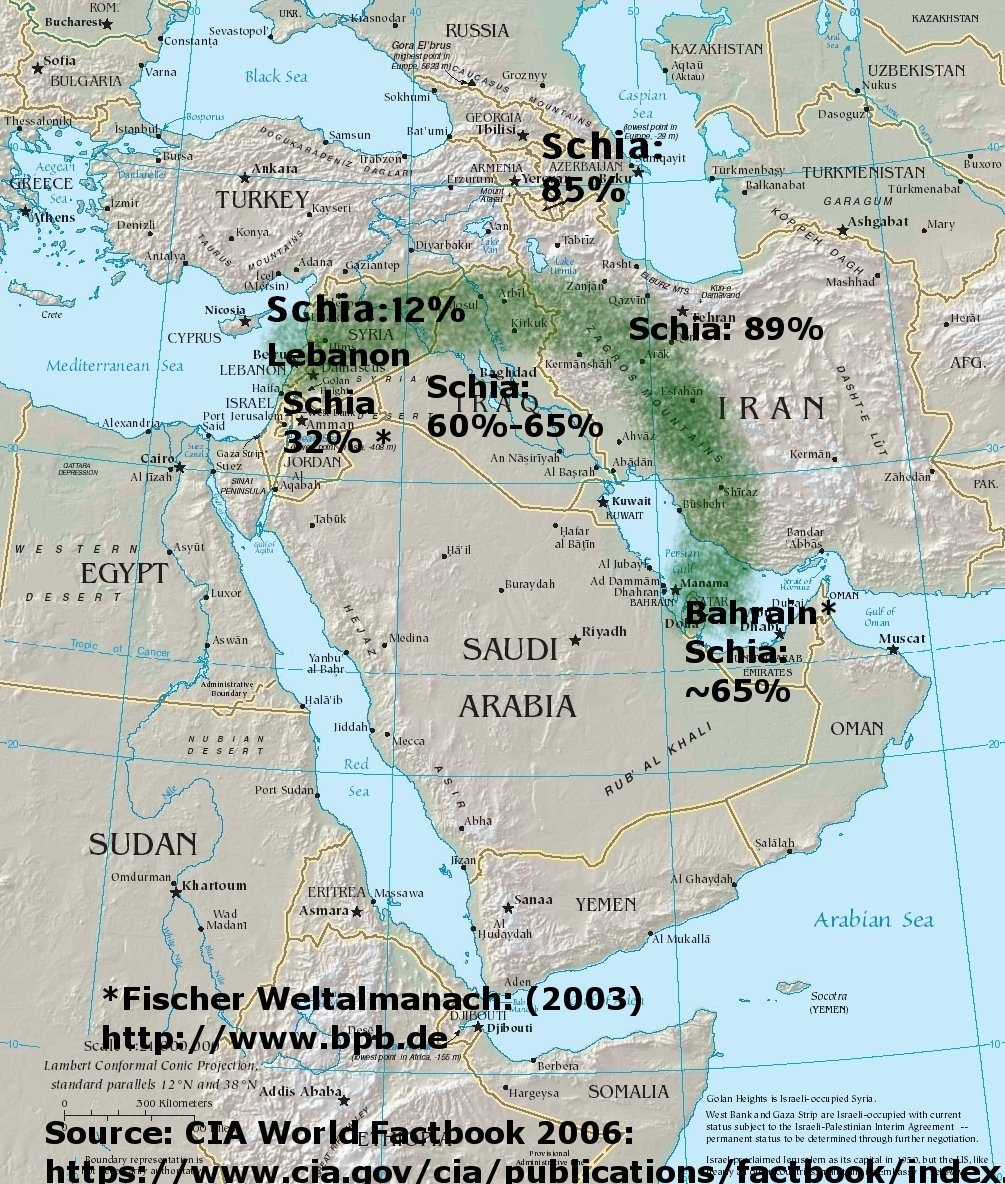
Mapa do Crescente Xiita: os números mostram a percentagem de xiitas na população

Crescente Xiita é uma região do Oriente Médio teoricamente em forma de crescente, onde a maioria da população é xiita ou onde existe uma forte minoria xiita na população. O termo correspondente é especialmente comum em alemão, onde é conhecido como Schiitischer Halbmond ("Meia-lua Xiita").
Supondo que fosse um Iraque liderado pelos xiitas que tivesse uma relação especial com o Irã, e você olha para essa relação com a Síria e com o Hezbollah-Líbano, então temos esta nova crescente que parece que será muito desestabilizadora para os países do Golfo e, efetivamente, para toda a região. Abdullah II da Jordânia, Hardball, NBC News.
O termo foi cunhado em 2004 pelo rei Abdullah II da Jordânia num momento em que o Irã estaria supostamente interferindo no Iraque durante a campanha para as eleições parlamentares de janeiro de 2005. Isso aconteceu no contexto de uma ameaça, mais tarde realizada, de boicote das eleições pelos sunitas no Iraque, potencialmente levando a um governo dominado pelos xiitas e na suposição de que um Iraque xiita poderia cair sob a influência do Irã xiita. A sugestão era que a religião comum daria grande potencial para a cooperação entre Irã, Iraque, Síria dominada pelos alauitas e a politicamente poderosa milícia xiita Hezbollah no Líbano; assim, a sugestão era de que esses outros seriam proxies para o Irã em um jogo de poder regional.
O termo se desenvolveu desde então ao abranger outras áreas xiitas do Oriente Médio. Nações onde os muçulmanos xiitas formam uma maioria dominante são Irã e Iraque. Os xiitas também representam uma grande maioria no Azerbaijão, no entanto, é constitucionalmente um Estado secular.  Aqueles que atualmente são fiéis praticantes são muito mais baixos, o que os levou geralmente a serem excluídos do crescente. Os xiita são também a maioria dos cidadãos no Barém, no entanto, o governo é sunita.
Grandes minorias xiitas também existem no Líbano, Kuwait, Iêmen, Arábia Saudita, Turquia, Afeganistão, Paquistão, Índia e, em menor medida, Emirados Árabes Unidos. Com exceção do Líbano, onde a fraca estrutura do governo central libanês permitiu que o Hezbollah se envolvesse na Guerra Civil Síria, estes não são geralmente descritos como parte do crescente.
Na 29.ª Conferência Internacional de Unidade Islâmica em Teerã em 27 de dezembro de 2015, o presidente iraniano Hassan Rohani pediu aos países muçulmanos para se unirem e se esforçarem para melhorar a imagem pública do Islã, acrescentando que "Não há nem uma crescente xiita nem uma sunita. Temos uma lua islâmica. Nós, muçulmanos, estamos em um mundo onde devemos estar unidos".
Em janeiro de 2016, um confidente do príncipe saudita Mohammad bin Salman Al Saud afirmou que o mundo árabe estava confrontado "por uma lua cheia xiita", ao invés de apenas uma Crescente Xiita, como resultado das atividades expandidas das milícias xiitas apoiadas pelos iranianos em países como o Iraque, a Síria e o Iêmen.